# Alexa Putnam
Alexa Putnam (* 30. September 1988 auf St. John) ist eine Skeletonpilotin von den Amerikanischen Jungferninseln.
Alexa Putnam kam zum Skeletonsport, als der Bob- und Skeletonfahrer Troy Billington ihre Schule besuchte. Im Dezember 2002 begleitete sie ihn mit mehreren anderen Interessenten nach Park City zum ersten Training auf einer Eisbahn, 2003 zum Training nach Igls. Danach entschloss sich Putnam den Sport zu betreiben. An ihrer Schule in St. John ließ sie sich vom Leiter des Sportprogrammes, Morgan trainieren, der zuvor auch eine Mannschaft olympischer Leichtathleten trainiert hatte. Seit 2004 trainiert sie intensiv für den Sport. Mittlerweile lebt Putnam in Berchtesgaden und trainiert mit dem deutschen Team. Ihre Trainer sind der Bundestrainer Raimund Bethge sowie Bernhard Lehmann und Jens Müller.
Im Dezember 2004 debütierte Putnam in Altenberg als 24. im Skeleton-Europacup. Im Monat darauf wurde sie bei den Junioren-Weltmeisterschaften in Winterberg 22. und Letzte. Ein Jahr später wurde sie bei der Junioren-EM in Igls 25. ließ nun aber schon mehrere andere Starterinnen hinter sich, darunter ihre Landsfrau Chutney Mohler. Im Februar 2007 debütierte Putnam in Winterberg im Skeleton-Weltcup. Im darauf folgenden Rennen in Königssee konnte sie mit Platz 18 ihr bislang bestes Weltcupergebnis erreichen. In der Gesamtwertung des Weltcups kam sie auf den 29. Platz. Bei der Skeleton-Weltmeisterschaft 2007 in St. Moritz wurde Putnam 22.